# Bernbeuren
Bernbeuren är en kommun och ort i Landkreis Weilheim-Schongau i Regierungsbezirk Oberbayern i förbundslandet Bayern i Tyskland.
Kommunen ingår i kommunalförbundet Bernbeuren tillsammans med kommunen Burggen.